# 2. посавска бригада Војске Републике Српске
Друга посавска бригада је била јединица Војске Републике Српске.

## Историја
Настала је од старјешина и војника Тактичке групе 17. Тузланског корпуса ЈНА и мобилисаних војних обвезника. Бригада је основана 18. маја 1992. у Шамцу и била је у саставу Источно-босанског корпуса ВРС Имала је седам пјешадијских батаљона, маневарски батаљон назван "Специјални батаљон", тенковски и позадински батаљон, команду стана, лаку артиљеријско-ракетну батерију ПВО, двије минобацачке батерије 120/82 мм, чету војне полиције, инжењеријску чету и чету везе. Командно мјесто бригаде било је у Пелагићеву, а истурено командно мјесто у Шамцу. Бригада је имала око 7.000 бораца. До пробоја коридора у љето 1992. држала је 142 км линије одбране, од ријеке Босне на западу до ријеке Тиње на истоку. Попуњена је војним обвезницима из општина Шамац, Доњи Жабар и Пелагићево. Након пробоја коридора, на посавски дио ратишта дошле су јединице 1. крајишког корпуса ВРС. Формирана је Тактичка група 4 на јужном дијелу фронта, у чији састав је ушао 1. пјешадијски батаљон, а на сјеверном дијелу фронта формирана је Тактичка група 5, у чији састав је ушао преостали дио 2. посавске бригаде.
Бригада је 29. септембра 1994. подијељена на 2. и 3. посавску лаку пјешадијску бригаду. Командно мјесто 2. посавске лаке бригаде било је у Шамцу, а истурено командно мјесто у Обудовцу. На дан формирања имала је: команду бригаде, команду стана, вод војне полиције, извиђачки вод, вод везе, пет пјешадијских батаљона, двије интервентне чете, тенковску чету, лаку артиљеријско-ракетну батерију ПВО, пионирски вод, позадинску чету. Бригада је имала 2.604 борца. Зона одговорности била јој је на сјеверном дијелу посавског ратишта. Њени припадници придодавани су јединицама Источнобосанског корпуса ВРС на Мајевици, 1. посавској бригади, Сарајевско-романијском корпусу на сарајевском дијелу ратишта, Дринском корпусу на дијелу ратишта код Жепе и Хан Пијеска и у зони одбране 2. крајишког корпуса: Бихаћ, Крупа, Гламоч, Мркоњић Град. Бригада је имала 441 смртно страдалог (406 погинулих, 15 самоубистава и 20 умрлих) и 1.019 рањених, међу којима је 66 бораца са два, а десет са три рањавања.
Бригадом су командовали: пуковник Михајло (Мићо) Ђурђевић (19 – 29. мај 1992), Драган Ђорђевић (29. мај – август 1992), потпуковник Миле Бероња (август 1992 – 29. септембар 1994) и пуковник Цвјетко Савић (29. септембар 1994 – крај рата). Бригада је у фебруару 1996. преформирана и ушла је у састав 311. бригаде 3. корпуса ВРС, која је наставила њену традицију. Спомен-соба бригаде налази се на тргу у Шамцу, као и централни споменик палим борцима за слободу 1992-1995. У мјесним заједницама подигнуто је 16 спомен-обиљежја.
Специјални батаљон којим је командовао пуковник Милан Јосић, одликован Орденом Немањића другог реда.